# Ákos Vereckei
Ákos Vereckei (ur. 26 sierpnia 1977 w Budapeszcie) – węgierski kajakarz. Dwukrotny złoty medalista olimpijski.
Na początku kariery największe sukcesy odnosił w jedynce. W latach 1998–2001 trzykrotnie zostawał mistrzem świata w jedynce. Równolegle startował w dwójce i czwórce. Medale olimpijskie zdobywał właśnie w czwórce na dystansie 1000 m. Osada Zoltán Kammerer, Gábor Horváth, Botond Storcz, Vereckei zwyciężyła w Sydney. W Atenach czwórka w niezmienionym składzie obroniła tytuł mistrzowski. Wielokrotnie stawał na podium mistrzostw świata i Europy.